# Francesco Gabbani
Francesco Gabbani (Carrara, 9 september 1982) is een Italiaans zanger. Hij vertegenwoordigde Italië op het Eurovisiesongfestival 2017 met het nummer Occidentali's karma.

## Biografie
Gabbani startte zijn muzikale carrière in 2000, maar bracht pas in 2011 zijn debuutsingles "Estate" en "Maledetto amore" uit. In 2013 volgden nog twee singles en op 27 mei 2014 verscheen zijn debuutalbum Greitist Iz. Gabbani nam begin 2016 deel aan het Festival van San Remo, een prestigieuze Italiaanse muziekcompetitie. Met Amen won hij de competitie bij de nieuwkomers. Op 12 februari 2016 verscheen het album Eternamente ora.
In 2017 nam Gabbani wederom deel aan het Festival van San Remo, ditmaal in de hoofdcompetitie. Met Occidentali's karma won hij de hoofdprijs, waardoor hij eveneens zijn vaderland mocht vertegenwoordigen op het Eurovisiesongfestival 2017 in Oekraïne. Gabbani bereikte in de finale een zesde plaats met 334 punten.
Op 28 april verscheen in Italië zijn derde album, Magellano, dat internationaal verscheen op 12 mei onder de titel Magellan. Naast Occidentali's karma staat op dit album ook een cover van het nummer Suzanne van VOF de Kunst, onder de titel Susanna, Susanna. De tweede single van het album is Tra Le Granite E Le Granate.

In 2021 nam Gabbani opnieuw deel aan San Remo, maar verloor van de latere winnaar van het Eurovisiesongfestival 2021, Måneskin.
1956: Franca Raimondi + Tonina Torrielli · 
1957: Nunzio Gallo · 
1958: Domenico Modugno · 
1959: Domenico Modugno · 
1960: Renato Rascel · 
1961: Betty Curtis · 
1962: Claudio Villa · 
1963: Emilio Pericoli · 
1964: Gigliola Cinquetti · 
1965: Bobby Solo · 
1966: Domenico Modugno · 
1967: Claudio Villa · 
1968: Sergio Endrigo · 
1969: Iva Zanicchi · 
1970: Gianni Morandi · 
1971: Massimo Ranieri · 
1972: Nicola di Bari · 
1973: Massimo Ranieri · 
1974: Gigliola Cinquetti · 
1975: Wess & Dori Ghezzi · 
1976: Al Bano & Romina Power · 
1977: Mia Martini · 
1978: Ricchi e Poveri · 
1979: Matia Bazar · 
1980: Alan Sorrenti · 
1983: Riccardo Fogli · 
1984: Alice & Battiato · 
1985: Al Bano & Romina Power · 
1987: Umberto Tozzi & Raf · 
1988: Luca Barbarossa · 
1989: Anna Oxa & Fausto Leali · 
1990: Toto Cutugno · 
1991: Peppino di Capri · 
1992: Mia Martini · 
1993: Enrico Ruggeri · 
1997: Jalisse · 
2011: Raphael Gualazzi · 
2012: Nina Zilli · 
2013: Marco Mengoni · 
2014: Emma Marrone · 
2015: Il Volo · 
2016: Francesca Michielin · 
2017: Francesco Gabbani · 
2018: Ermal Meta & Fabrizio Moro · 
2019: Mahmood · 
2021: Måneskin · 
2022: Mahmood & Blanco · 
2023: Marco Mengoni · 
2024: Angelina Mango · 
2025: Lucio Corsi
- Gemeinsame Normdatei: 1125280646
- MusicBrainz: 14f15f56-b064-4c06-be86-97d9525247a1
- Istituto Centrale per il Catalogo Unico: DDSV317911
- Virtual International Authority File: 2491148705701637080008
- WorldCat: E39PBJrm773DbxWvtVggYDdRKd